# کیمبرلی لاک
کیمبرلی لاک (انگلیسی: Kimberley Locke؛ زادهٔ ۳ ژانویهٔ ۱۹۷۸) یک موسیقی‌دان اهل ایالات متحده آمریکا است.